# Protea paludosa
Protea paludosa là một loài thực vật có hoa trong họ Quắn hoa. Loài này được (Hiern) Engl. miêu tả khoa học đầu tiên năm 1901.